# Sun Zhen
Dans ce nom chinois, le nom de famille, Sun, précède le nom personnel.
Pour les articles homonymes, voir Sun.
Sun Zhen (孫震, 5 février 1892–9 septembre 1985) est un général de l'armée nationale révolutionnaire qui lutta durant la seconde guerre sino-japonaise. Il est l'oncle de Sun Yuanliang.

## Biographie
En 1933, il est promu général et nommé à la tête de la garnison du district du Nord-Ouest du Sichuan. Après le déclenchement de la guerre avec le Japon, il est fait en 1938 commandant-en-chef provisoire du 22e groupe d'armées, tout en commandant le 41e corps jusqu'en 1940. Il participe à la bataille de Xuzhou pour défendre le Nord de Taierzhuang entre Xuecheng et Tengxian dans la province du Shandong. 
En 1939, il devient commandant-en-chef du 22e groupe d'armées qu'il commande jusqu'en 1945. Ses forces combattent à la  bataille de Suixian-Zaoyang, l'offensive d'hiver 1939-40 (en), à la bataille de Zaoyang-Yichang, et à l'opération du centre du Hubei (en), et en 1945, il est commandant-en-chef de la force centrale du l'Ouest du Hubei durant la bataille de l'Ouest du Henan et du Nord du Hubei.